# 金毛柯
金毛柯（学名：Lithocarpus chrysocomus）为壳斗科柯属的植物，为中国的特有植物。分布于中国大陆的广西、湖南、广东等地，生长于海拔600米至1,400米的地区，见于山地杂木林，目前尚未由人工引种栽培。

## 别名
黄椆（广东）

## 异名
- Lithocarpus chrysocomus Chun et Tsiang var. zhangpingensis Q. F. Zheng